# Bürgerwache Mengen
Die Bürgerwache Mengen ist eine seit über 800 Jahren bestehende Bürgerwehr. Mit ihren vier Zügen und etwa 175 Mitgliedern zählt die Mengener Wehr zu den drei größten Bürgerwehren im „Landesverband historischer Wehren und Garden Württemberg und Hohenzollern“. Sie repräsentiert ihre Stadt im In- und Ausland sowie bei kirchlichen und weltlichen Festen. Der jährliche Zapfenstreich anlässlich des Mengener Maifests ist dabei von besonderer Bedeutung.

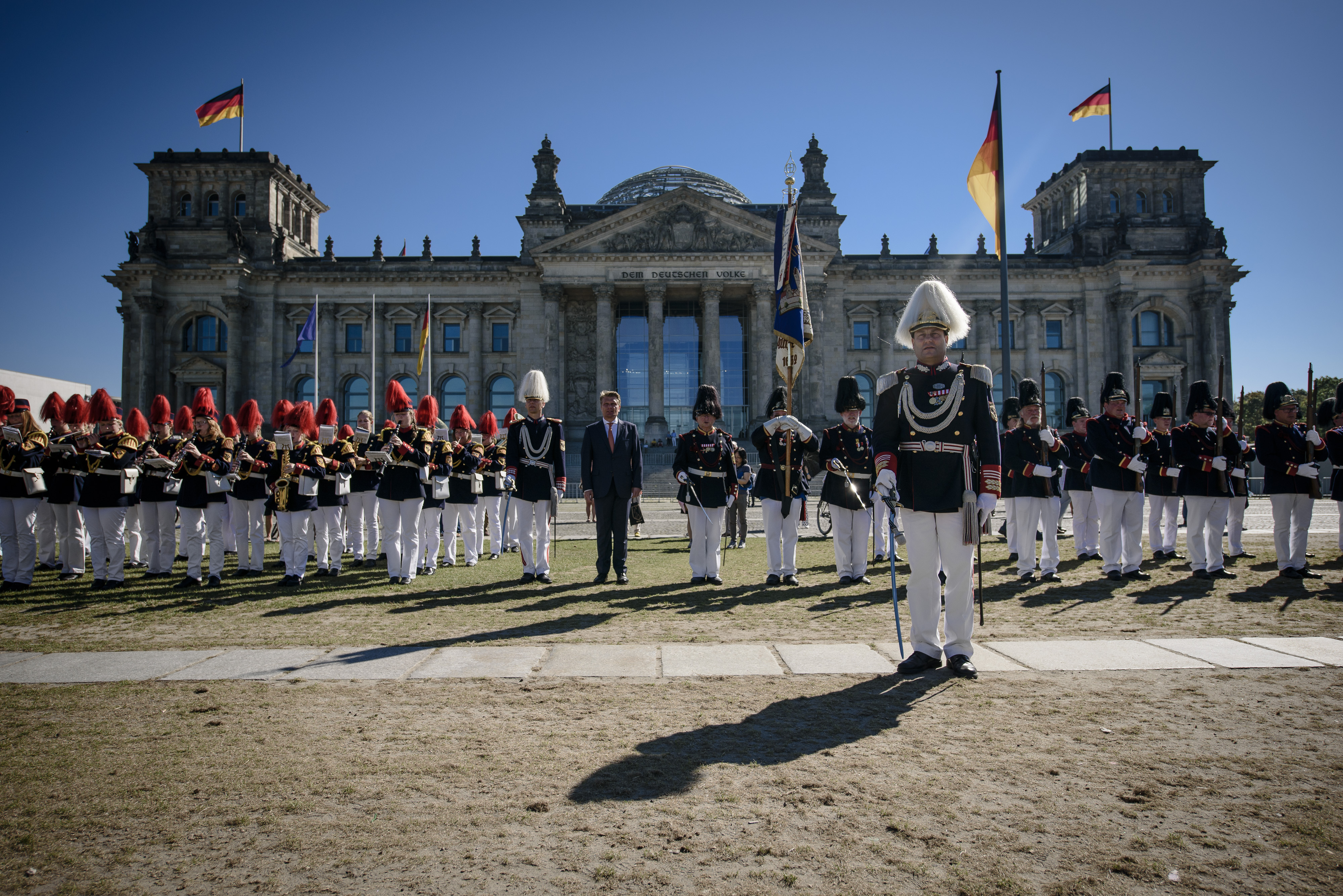
Bürgerwache Mengen in Berlin – 175 Jahre Deutschlandlied vor dem Reichstag (2016)

## Geschichte

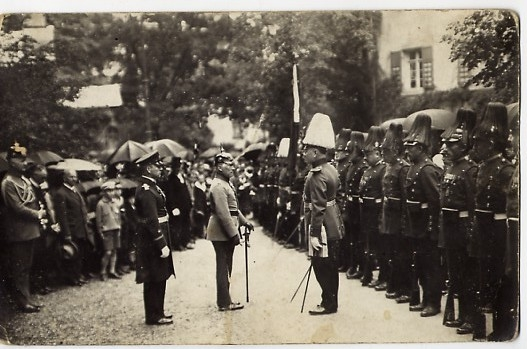
Meldung an Fürst Friedrich von Hohenzollern am 22. Juni 1928

1257 wurde Mengen in einer Urkunde als freie Stadt bezeichnet; damit verbunden waren vermutlich eine Befestigungsanlage und eine organisierte Bürgerwehr. Die Form der Ausbildung und die Art der Bewaffnung wurden dabei durch Beschlüsse des Rats geregelt. In einem Ratsprotokoll heißt es: „Jeder Bürger ist kriegsdienstpflichtig. Die Bürger sind in Stadtviertel geordnet und jedes Viertel der Stadt hat eine Rotte zu stellen, denen Rottenmeister vorstanden“.
Die Ausrüstung der Wehrmänner bestand aus einem Harnisch mit Leibschutz und Sturmhaube, einer Hellebarde bzw. einem Langspieß und Schwert. Als Fernwaffen dienten der Bogen und die Armbrust. Alle Waffen musste der Bürger auf eigene Kosten anschaffen. Üblich war, dass das Bogenschießen regelmäßig geübt wurde, wofür es in Mengen eine eigene Schützengesellschaft gab.
1343 erlitt diese Bürgerwehr gegen das Heer des Grafen Eberhard den Greiner von Württemberg eine Niederlage mit erheblichen Verlusten. Mengen wurde in der Folge erstürmt und geplündert. 1607 wurde die Bürgerwehr erstmals mit Feuerwaffen – mit Musketen – ausgerüstet und ein Schießhaus eingerichtet. In der Zeit des Dreißigjährigen Krieges erhielt die Bürgerwehr großen Zulauf, da mit dem Eintritt in die Bürgerwehr auch das Bürgerrecht verbunden war. Am 18. Mai 1632 versammelten sich die Einwohner von Mengen zum Gebet, um die Errettung der Stadt vor den Schweden zu erflehen – tatsächlich verhinderte aufziehender Nebel den Angriff der protestantischen Truppen. Dieses Ereignis ist Grundlage der Tradition des Maifestes von Mengen.
Mit dem vermehrten Aufstellen stehender Heere verlor die Bürgerwehr zunehmend ihre militärische Bedeutung und konzentrierte sich zunehmend auf Parade- und Repräsentationsaufgaben. So empfing sie 1714 Prinz Eugen oder 1761 den Reichsprälaten von Petershausen. Am 2. Mai 1770 paradierten 90 Bürger mit „gewehrter Hand sowie Schulkinder mit Holzgewehren“ vor der österreichischen Kaisertochter Marie-Antoinette auf ihrem Brautzug von Wien nach Paris.
1806 wurde Mengen Teil des Königreichs Württemberg, die Bürgerwehr blieb – trotz anfänglicher Ablehnung durch die württembergische Regierung – erhalten. Regelmäßige Teilnahmen der zu dieser Zeit 60 Grenadiere umfassenden Bürgerwehr zusammen mit ihrer 24 Mann starken „türkischen Musik“ an städtischen Feiern sind überliefert. Die Zahlung des Soldes erfolgte jeweils am Fronleichnamstag. 1826 erhielt die Bürgerwehr eine eigene Fahne, die Uniform bestand zu dieser Zeit aus dunklen Hosen, einem blauen Rock und weißen Kreuzbänder sowie einer markanten Bärenfellmütze.

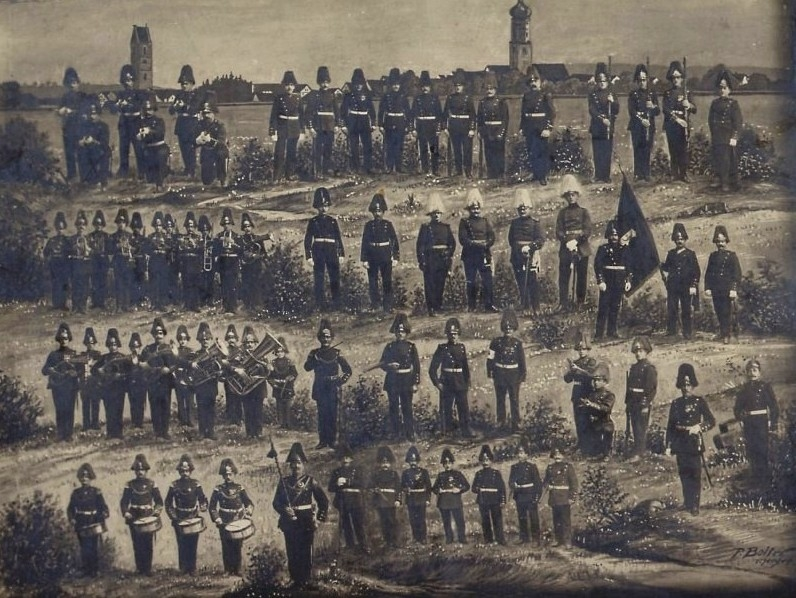
Bürgerwache Mengen im Jahr 1920 (Historische Fotomontage von Pius Bolter)

Die Tradition der Bürgerwache hielt sich auch im Ersten und Zweiten Weltkrieg. Mit Einschränkungen rückte die Bürgerwache sowohl während der Kriegsjahre als auch danach bei festlichen Anlässen aus. 1952 erfolgten eine Neuuniformierung und die Aufstellung eines zweiten Zuges nach dem historischen Vorbild von 1820 bis 1848. Zum Heimat- und Kinderfest 1952 wurde erstmals eine Kindergruppe („Kleine Bürgerwache“) aufgestellt.

## Die Untergliederungen der Bürgerwache

### Spielmannszug Mengen

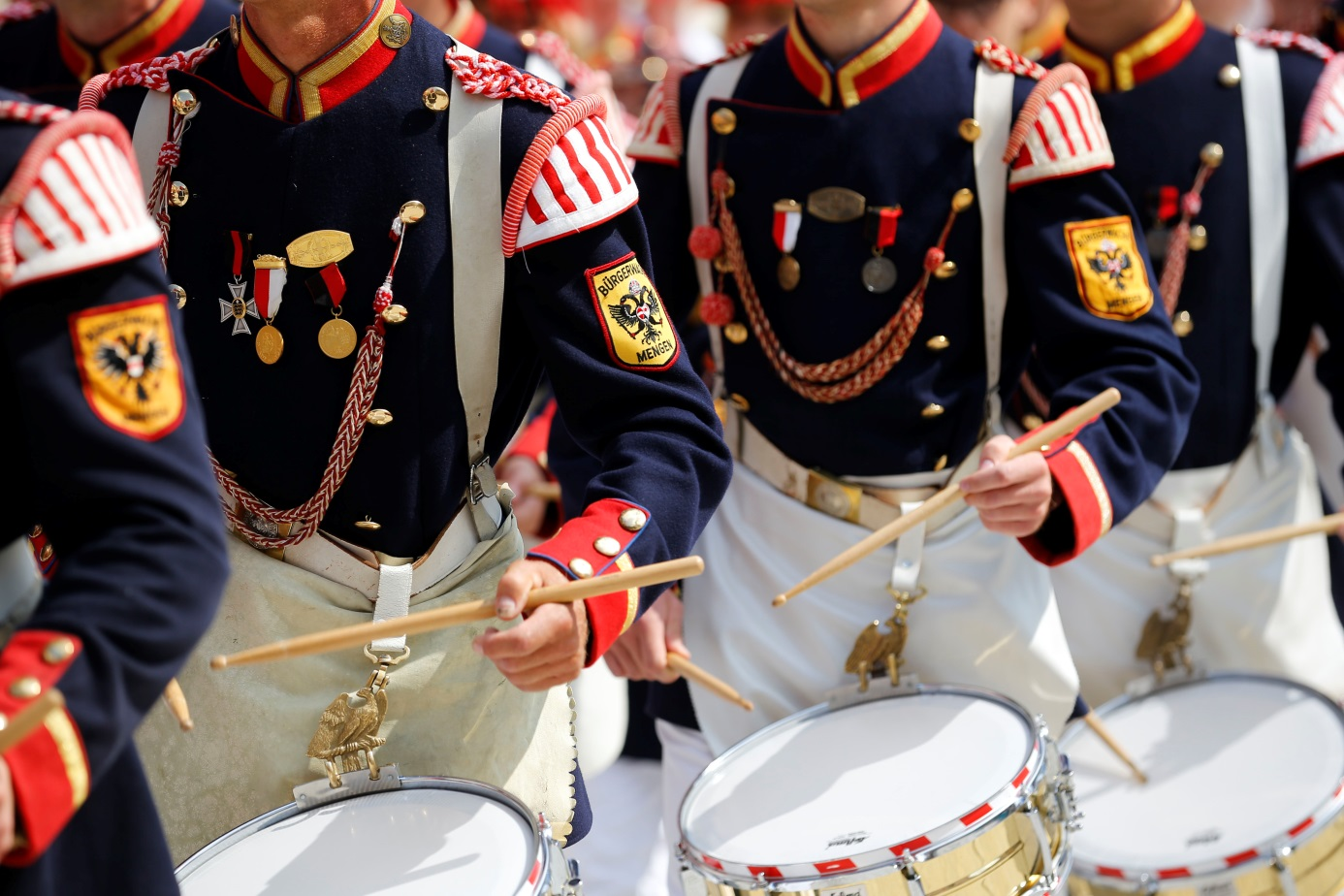
Trommler des Spielmannszugs Mengen (2013)

Die Mengener Spielleute tragen nach dem Vorbild preußischer Muster die zweireihige dunkelblaue württembergische Uniform von 1864/1871. Der Kragen, die Vorstöße und Ärmelaufschläge sind rot, die Fangschnur und die Schwalbennester rot/weiß. Die Trommler tragen ein weißes Kniefell, den „Schurz“. Der Helm ist eine Pickelhaube mit einem roten Busch. Auf alten Helmen ist ein goldenes „M“ für Mengen befestigt, bei den neuen Helmen ist das württembergische Wappen aufgelegt.

### Musikzug (Stadtkapelle Mengen)

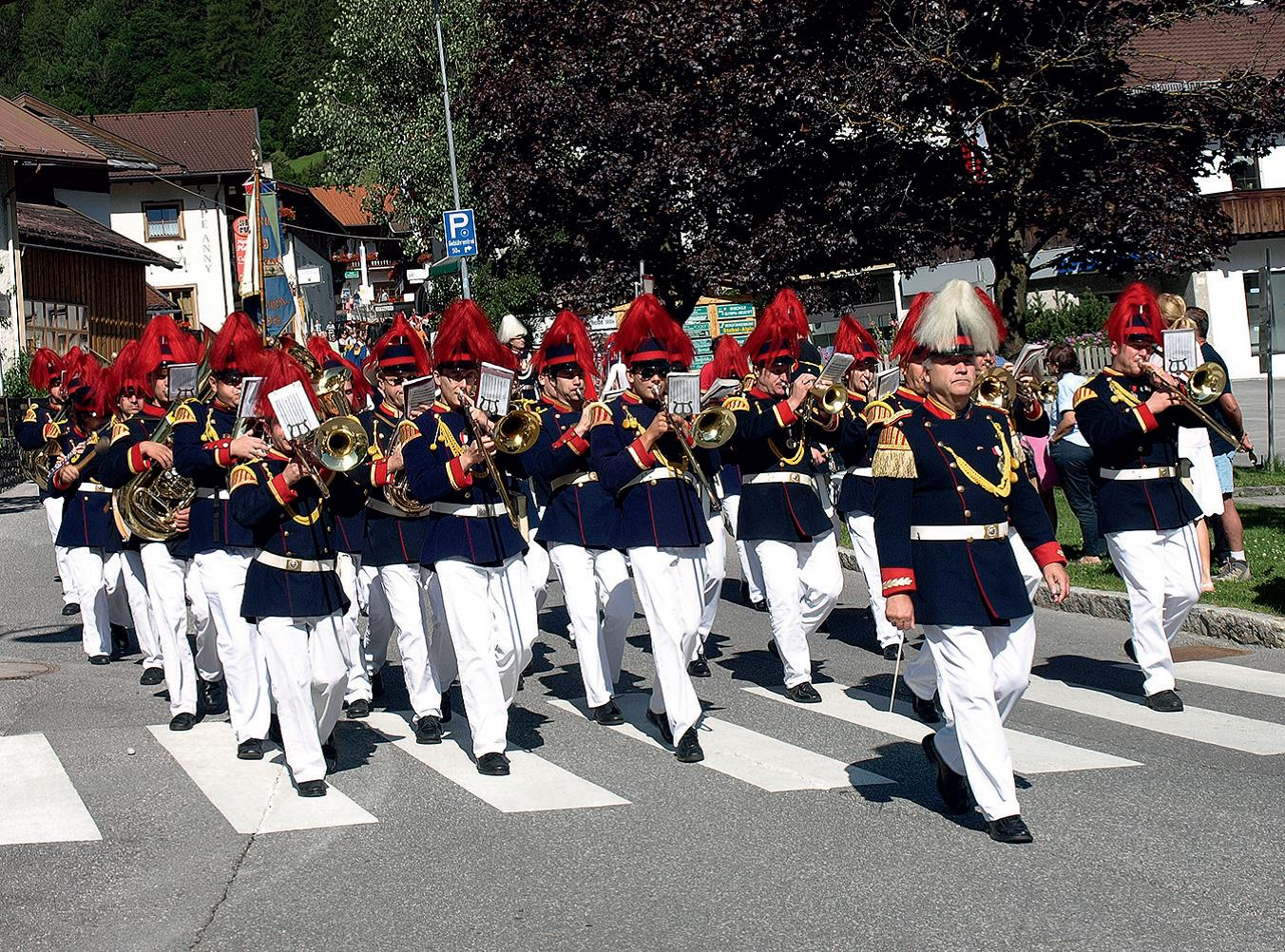
Musikzug mit Vizedirigent Hans-Peter Lang (2009)

Die Gründung einer Stadtkapelle fällt in die Zeit zwischen den Jahren 1800 und 1820. Ein Ratsprotokoll von 1821 erwähnt die „türkische Musik“, die zusammen mit der Bürgerwehr für das Ausrücken bezahlt wurde. Auch für den 27. September 1822, dem Königstag, ist ein Ausrücken der Bürgerwache mit den „Janitscharen“ belegt.
Die Musiker tragen heute wie der Spielmannszug den württembergischen Waffenrock, jedoch mit goldenen Schwalbennestern und Fangschnüren. Anfänglich trugen die Musiker auch die Pickelhaube, nach dem Zweiten Weltkrieg ein „Käppi“ mit rotem Rossschweif. Der Dirigent trägt eine Offiziersuniform mit weißem Haarbusch an der Mütze.

### Grenadiere des Ersten Zuges
Die Grenadiere des 1. Zuges mit dem dunkelblauen Waffenrock der Württemberger um 1864/1871 mit Achselwülsten tragen ein Schweizer Hinterladergewehr, System Schmitt/Rubin Modell 1896/1871, am weißen Koppel ein Seitengewehr, das am Gewehr aufgepflanzt werden kann. Die Fangschnur ist rot/schwarz. Der Helm ist eine Pickelhaube mit schwarzem Haarbusch.

### Grenadiere des Zweiten Zuges

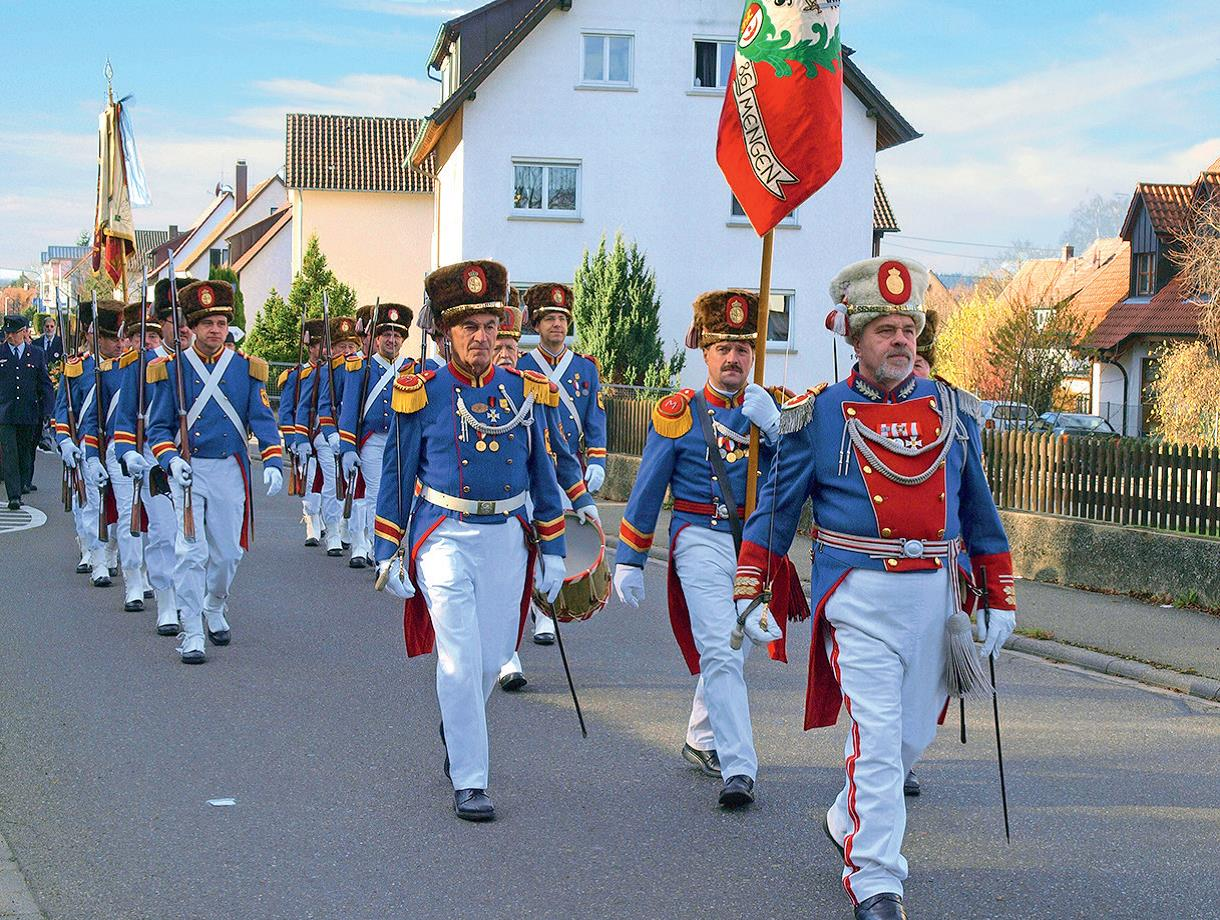
Grenadiere des zweiten Zuges (2013)

1952 wurde ein zweiter Zug nach dem historischen Vorbild von 1820/1848 aufgestellt. Der hellblaue Kolettrock hat zwei Knopfreihen, rote Schoßumschläge und rote Ärmelbänder sowie goldfarbene Epauletten. Im 2. Zug wird statt der Pickelhaube eine braune Pelzmütze getragen. Die weiße Hose endet in kurzen weißen Gamaschen. Anstelle eines Koppels trägt der Grenadier zwei gekreuzte Riemen, einen für die Patronen, der andere für den kurzen Säbel. Die Schoßumschläge und die weißen Hosen mit Gamaschen verleihen der Uniform einen französischen Charakter. Als Bewaffnung tragen die Grenadiere ein Perkussionsvorderladergewehr Modell 1777 mit Kaliber 0,69.

## Hauptmann
Das Kommando über die Bürgerwache Mengen hat der Hauptmann. Er trägt einen weißen Helmbusch, führt sein Dienstabzeichen auf den Epauletten und am Ärmel, trägt eine Feldbinde und trägt in der Formation den Säbel stets gezogen.
Hauptleute der Bürgerwache Mengen seit 1828:
- 1828 Bolter, Alois
- 1837 Jutz, Lorenz
- 1848 Sigrist, Ph. Jacob
- 1876 Jung, Martin
- 1901 Keßler, Raymund
- 1911 Blank, Karl
- 1951 Bosch, Karl
- 1954 Mannhart, August
- 1962 Keßler, Erwin
- 1980 Schröter, Willi
- 1990 Kieferle, Josef
- Seit 1999 Bacher, Georg (seit 2015 Major (stv. Landeskommandant))

## Aufmärsche, Appelle und der Große Zapfenstreich
In ihrer Heimatstadt Mengen rückt die Bürgerwache gewöhnlich fünfmal im Jahr aus: im Januar zu ihrem Jahrtag, am Maifest, zu Fronleichnam, je nach Rhythmus zu einem Stadtfest (Heimattage, Fuhrmannstag, Mengen International) und zum Volkstrauertag. Auch staatliche Repräsentationsaufgaben gehören zum Aufgabenbild: So paradierte die Wehr beim Staatsbesuch des sowjetischen Präsidenten Michail Gorbatschow 1989 vor dem Neuen Schloss in Stuttgart.

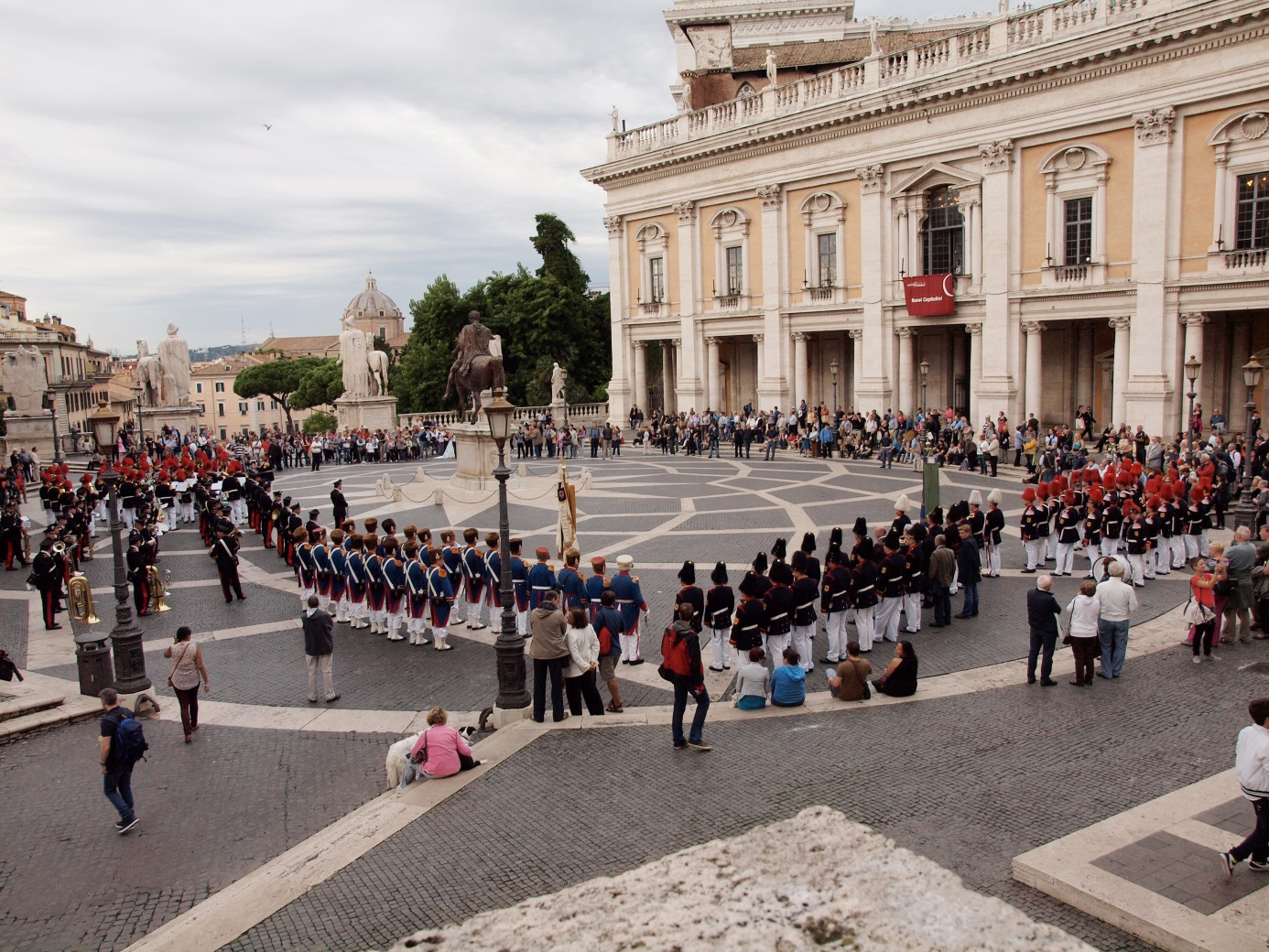
Stundenkonzert mit der Carabinieri-Fanfare in Rom/Capitol (2013)

### Nationale und internationale Auftritte

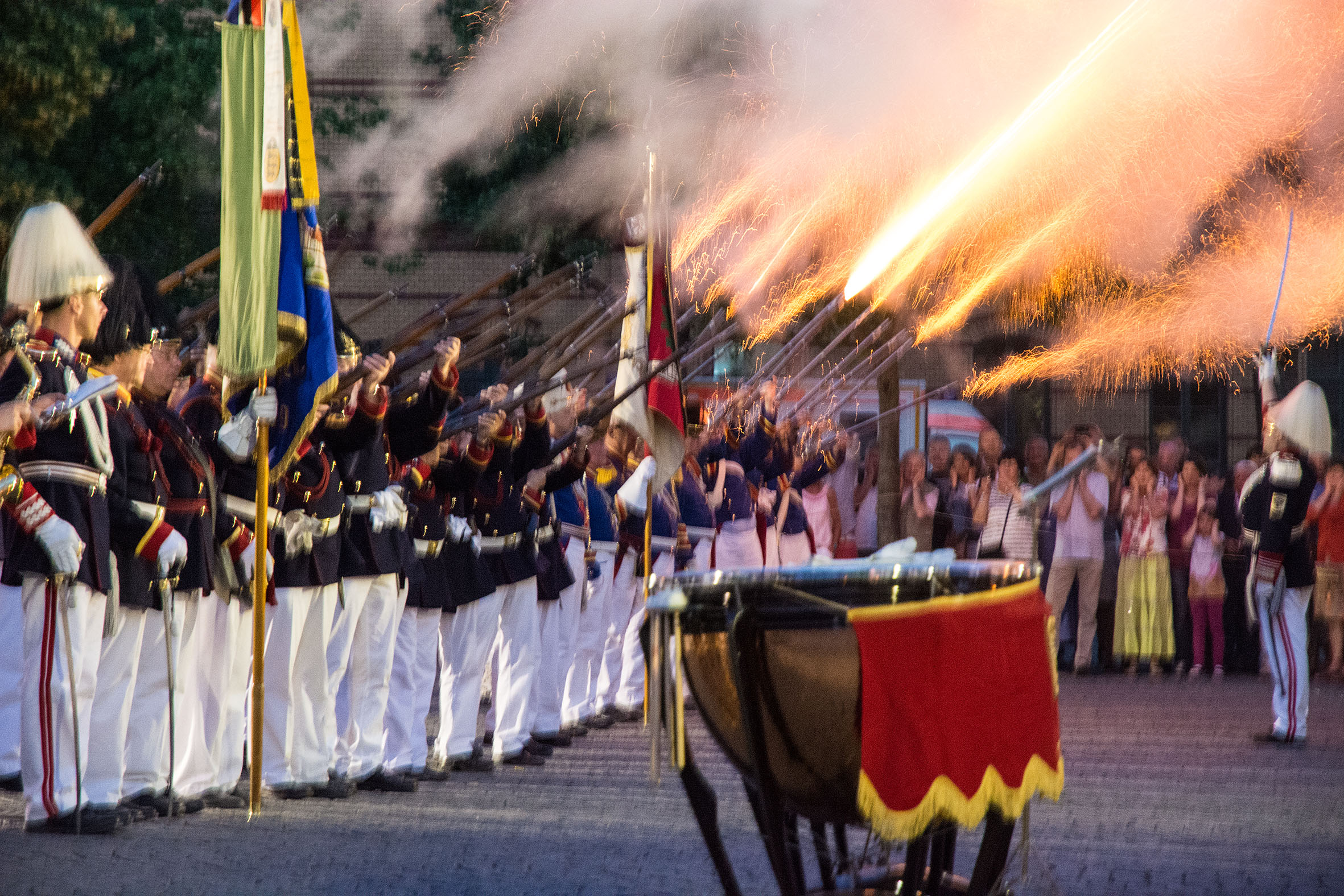
Salut auf dem Paradeplatz vor dem Neuen Schloss in Ingolstadt (2015)

2013 führte die Bürgerwehr auf der Piazza Navona in Rom einen Appell für Kardinal Walter Kasper und für die Gesandte der Deutschen Botschaft Martina Nibbeling-Wrießnig durch; der Musikzug konzertierte auf dem Capitol zusammen mit der Fanfare der Carabiniers. Ebenso umrahmte die Bürgerwache Gottesdienste in beiden deutschen Gemeinden in Rom, zunächst mit Kardinal Walter Kasper in der „Anima“ und mit dem Rektor des Priesterkollegs auf dem Campo Santo Teutonico, Dr. Hans-Peter Fischer, in „Santa Maria della Pietá“. Nach der Messe erfolgten ein Totengedenken auf dem deutschen Friedhof im Vatikan und ein Einmarsch auf den Petersplatz zum Angelussegen von Papst Franziskus.
Anlässlich der Bayerischen Landesausstellung „Napoleon in Bayern“ war die Bürgerwache 2015 in der alten Garnisons- und Festungsstadt Ingolstadt zu Gast, führte dort auf dem Paradeplatz den Großen Zapfenstreich auf und gestaltete den Festgottesdienst im Marienmünster mit.
Auf Einladung von Thomas Bareiß trat die Bürgerwache 2016 in Berlin öffentlich auf. Auf dem Potsdamer Platz und in der Landesvertretung Baden-Württembergs in der Tiergartenstraße fanden Begrüßungsappelle statt. Am Tag darauf – zum 175. Jubiläum des Deutschlandlieds – marschierte die Kompanie mit klingendem Spiel vom Bundespräsidialamt entlang des Spreeufers vorbei am Kanzleramt zum Reichstagsgebäude, um dort die Nationalhymne zu spielen.
Die Stadt Mengen unterhält enge Bande zu Frankreich. Nach dem Zweiten Weltkrieg hatte der Bürgermeister Hermann Zepf gleich nach Unterzeichnung des Élysée-Vertrages eine Städtepartnerschaft mit Boulay-Moselle angestrebt. Der Botschafter von Frankreich, Philippe Étienne, würdigte diese Partnerschaft auf dem Pariser Platz bei einem Appell vor dem Brandenburger Tores. Im Lustgarten empfing im Namen der Stadt Berlin Innensenator Frank Henkel die Bürgerwache. Auf dem Gendarmenmarkt gab die Stadtkapelle ein Stundenkonzert. Der Abschluss der Reise bildete ein Dankgottesdienst in der ehemaligen Soldaten- und Invalidenkirche St. Sebastian mit dem Generalvikar der Bundeswehr, Reinhold Bartmann, und den Dekanen Heinz Leuze und Bernd Schaller.
Anlässlich des 300. Jubiläums der Feierlichkeiten zur Fürstenhochzeit von 1719 reiste die Bürgerwache 2019 vier Tage lang unter der Schirmherrschaft der Stadt und des Landtages nach Dresden. Es erfolgten Appelle vor dem Rathaus, auf dem Alt- und Neumarkt, vor dem Fürstenzug und dem Goldenen Reiter sowie Konzerte vor der Semperoper und auf der Brühlschen Terrasse. In der Abenddämmerung am Samstag, dem 31. August 2019, wurde im Zwinger der Große Zapfenstreich aufgeführt, sonntags gestaltete der Musikzug das Kapitelsamt in der Hofkirche mit, das Generalvikar Andreas Kutschke zelebrierte.

### Großer Zapfenstreich
Traditionell führt die Bürgerwache in Mengen den Großen Zapfenstreich anlässlich des Maifestes auf.

## Patenschaften
- Bürgerwache Saulgau
- Stadtgarde zu Pferd Saulgau
- Bürgergarde Friedrichshafen
- Schützenkompanie Neustift in Tirol
- Schützenkompanie Schlanders, Göflan und Kortsch in Südtirol

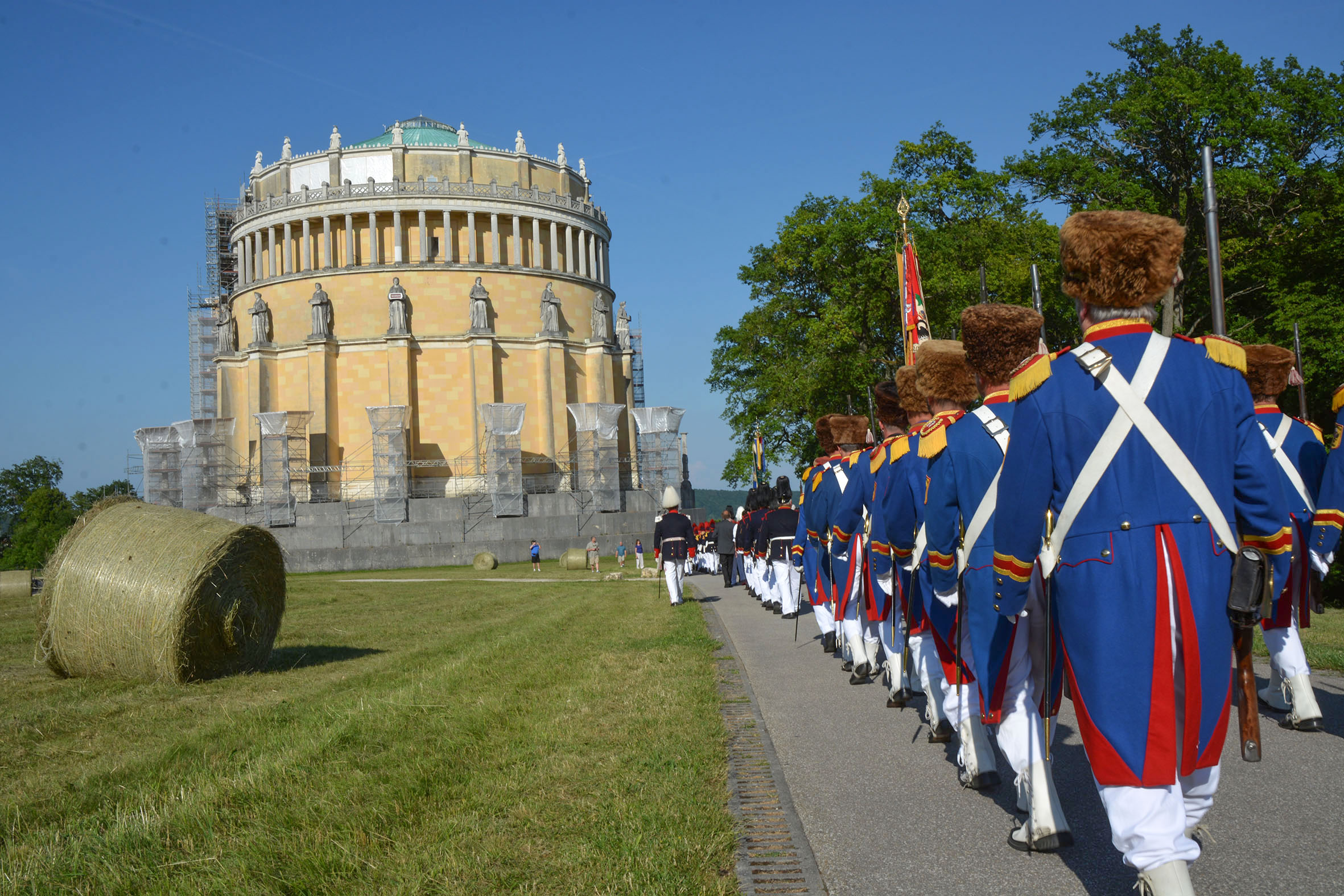
Aufmarsch zur Befreiungshalle Kelheim (2015)
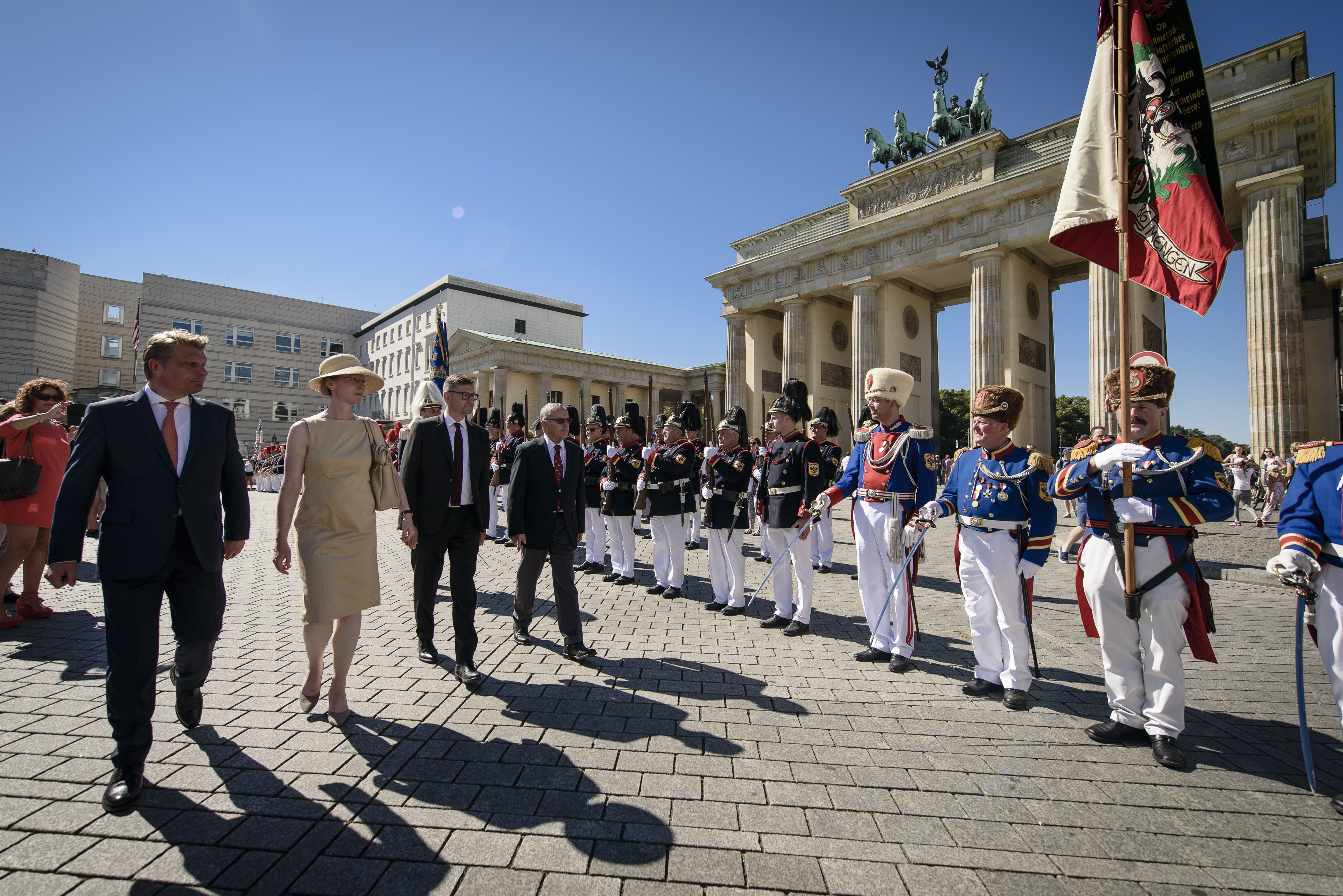
Bürgerwache Mengen in Berlin (2016)
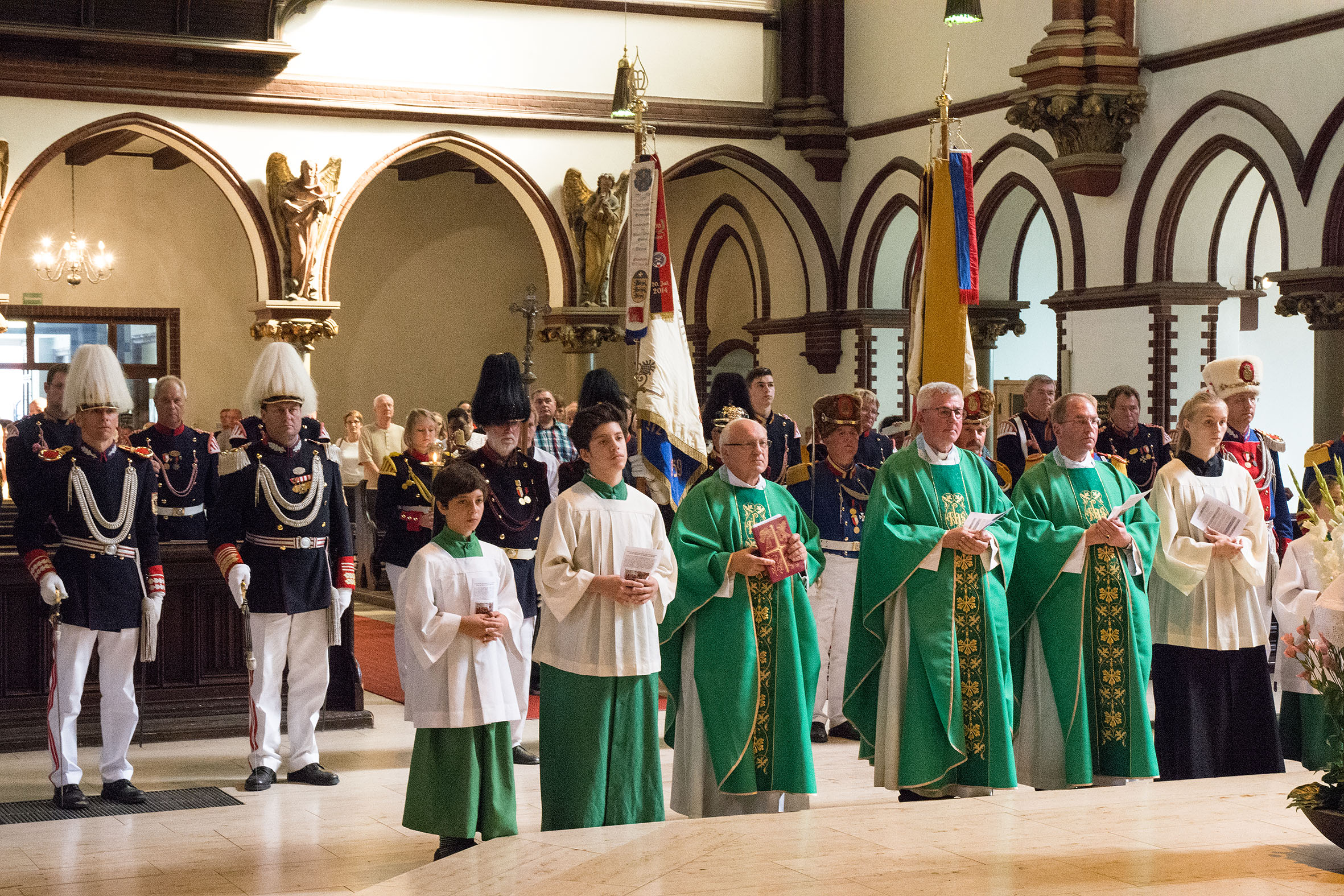
Gottesdienst in St-Sebastian Berlin mit Generalvikar Bartmann (2016)
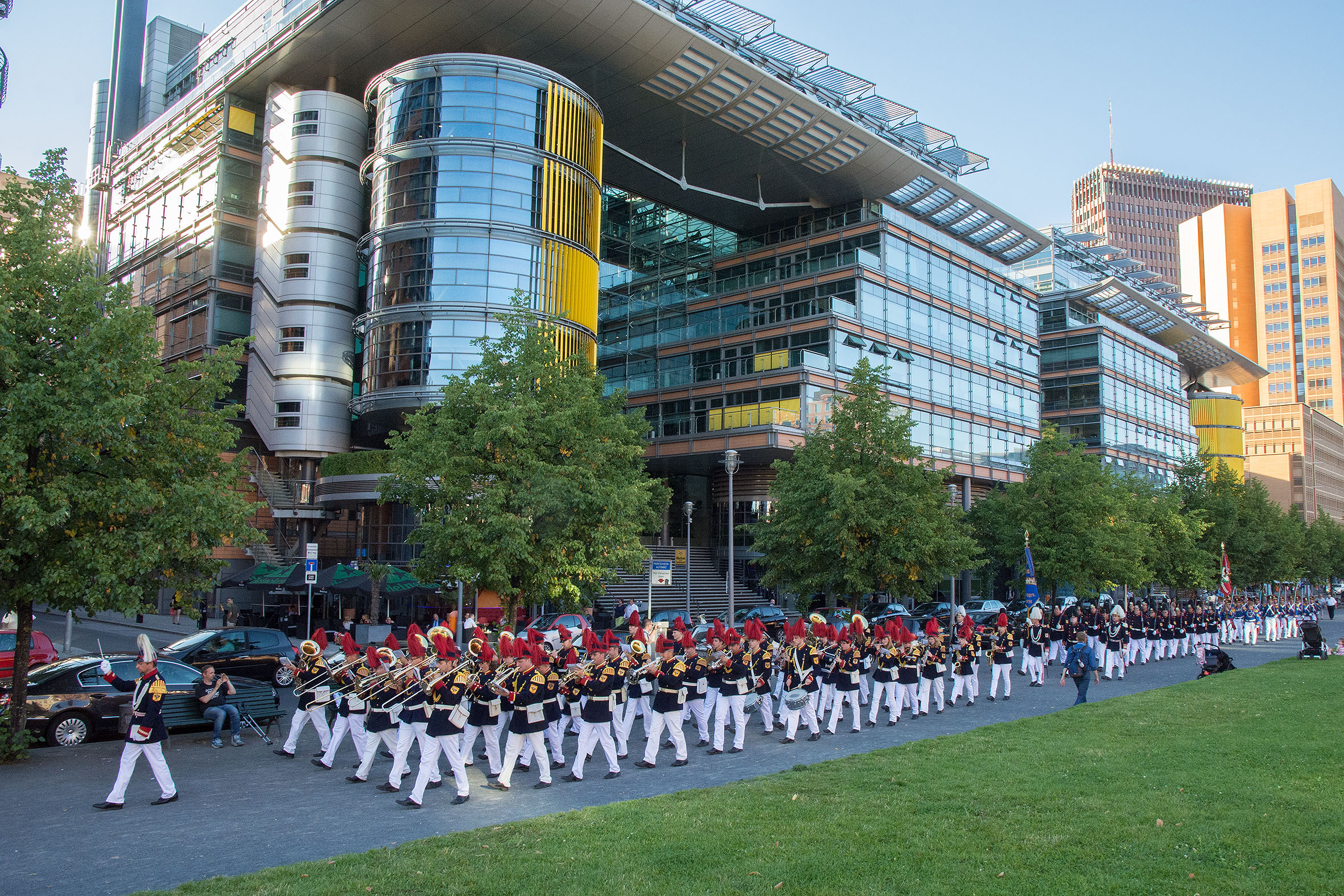
Aufmarsch auf dem Potsdamer Platz Berlin (2016)
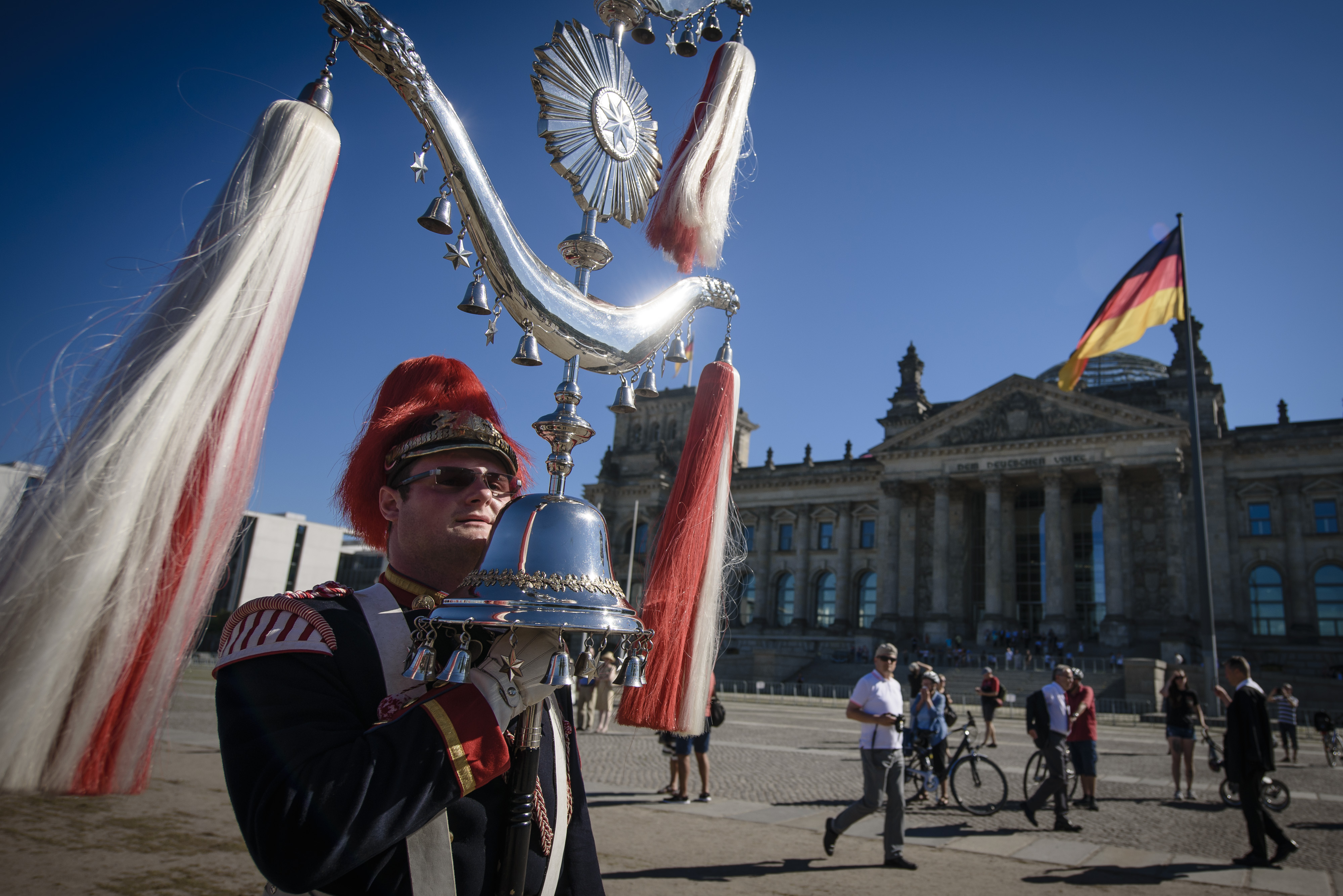
Bürgerwache Mengen in Berlin (2016)